# International Journal of Heat and Mass Transfer
International Journal of Heat and Mass Transfer est une revue mensuelle internationale à comité de lecture pour les problèmes de transferts thermiques. Elle est publiée en anglais par Elsevier. Son facteur d'impact en 2022 est 5.431 selon le Journal Citation Reports.

## Indexation
Le journal est indexé dans les bases de données suivantes :
- Applied Mechanics Reviews (en)
- Cambridge Scientific Abstracts (en)
- Chemical Abstracts Service
- Current Contents/Engineering, Computing and Technology
- Current Contents/Social & Behavioral Sciences
- Inspec
- Pascal
- Scopus
- Zentralblatt MATH